# Rhaphidostegium cirrhifolium
Rhaphidostegium cirrhifolium là một loài rêu trong họ Sematophyllaceae. Loài này được (Arn.) A. Jaeger mô tả khoa học đầu tiên năm 1878.